# Кастелнуово дел Цапа (Кремона)
Кастелнуово дел Цапа (итал. Castelnuovo del Zappa) је насеље у Италији у округу Кремона, региону Ломбардија.
Према процени из 2011. у насељу је живело 166 становника. Насеље се налази на надморској висини од 54 м.